# Morro da Conceição
Morro da Conceição är en kulle i Brasilien.   Den ligger i kommunen Rio de Janeiro och delstaten Rio de Janeiro, i den sydöstra delen av landet, 900 km sydost om huvudstaden Brasília. Toppen på Morro da Conceição är 14 meter över havet.
Terrängen runt Morro da Conceição är platt åt nordost, men åt sydväst är den kuperad. Havet är nära Morro da Conceição åt nordost.Trakten är tätbefolkad. Närmaste större samhälle är Rio de Janeiro, 2,6 km väster om Morro da Conceição. 
Runt Morro da Conceição är det i huvudsak tätbebyggt.